# Цивашов, Сергей Борисович
Сергей Борисович Цивашов (род. 12 марта 1962 года, Воронеж) — российский тренер по лёгкой атлетике, специализирующийся в барьерном беге. Заслуженный тренер России (2013).

## Биография
Сергей Борисович Цивашов родился 12 марта 1962 года в Воронеже. В 1984 году окончил Воронежский государственный институт физической культуры.
Работал тренером сборной команды России по барьерному бегу (2003—2008) и сборной команды Кореи по лёгкой атлетике (2009—2011). С 2013 по 2014 год работал по контракту в Китае. В настоящее время работает тренером в СШОР «Юность Москвы» по лёгкой атлетике имени братьев Знаменских.
В 2013 году Сергей Борисович был удостоен почётного звания «Заслуженный тренер России».
Наиболее высоких результатов среди его воспитанников достигли:
- Татьяна Дектярёва — чемпионка Европы среди команд 2010 года, участница двух Олимпиад (2008, 2012), двукратная чемпионка России (2011, 2012), трёхкратная чемпионка России в помещении (2005, 2006, 2009)[8][9],
- Вероника Червинская — бронзовый призёр чемпионата России в помещении 2017 года[10],
- Владимир Жуков — серебряный призёр чемпионата Европы среди юниоров 2007,
- Варвара Насибулина — чемпионка России в помещении среди юниоров 2017 года[11].

### Семья
Женат на легкоатлетке Татьяне Дектярёвой.